# 廷尉
廷尉（ていい）は、かつて中国にあった官職である。九卿の1つ。日本の検非違使の唐名にもあたる。
- 秦では、「刑辟」すなわち刑罰・司法を管轄し[1]、正、左右の3監を有した[1]。秩禄はいずれも千石である[1]。
- 前漢でも、秦とほぼ同様の管轄である。景帝の時代にいったん大理と改称されたが[2]、武帝の建元4年（紀元前137年）に再び廷尉に戻され[2]、哀帝の元寿2年（紀元前1年）に再び大理とされた[2]。宣帝の地節3年（紀元前67年）に、左右の平を置いている[2]。
- 新の王莽は、大理を作士と改称している[2]。
- 後漢では、再び廷尉の名に復している。秩禄は中二千石。正、左の監各1人、左平1人（秩禄六百石）を有した。
- 三国時代の三国でも、廷尉の地位は残存した。